# 317
317 (CCCXVII) var ett normalår som började en tisdag i den julianska kalendern.

## Händelser

### Mars
- 1 mars – Crispus och Konstantin, söner till den romerske kejsaren Konstantin den store, och Licinius iunior, son till Licinius, utnämns till caesarer.

### Okänt datum
- Kung Mirian II av Kaukasiska Iberia antar kristendomen som officiell statsreligion.
- Jin Yuandi efterträder Jin Mindi, vilket utgör slutet för den västra och början på den östra Jindynastin.

## Födda
- 7 augusti – Constantius II, romersk kejsare

## Avlidna
- Valerius Valens, kortlivad romersk kejsare